# Federación Internacional de Fútbol Americano
Este artículo se refiere a la institución rectora internacional del fútbol americano. Para ver el artículo de la institución rectora internacional del fútbol asociación, ver FIFA.

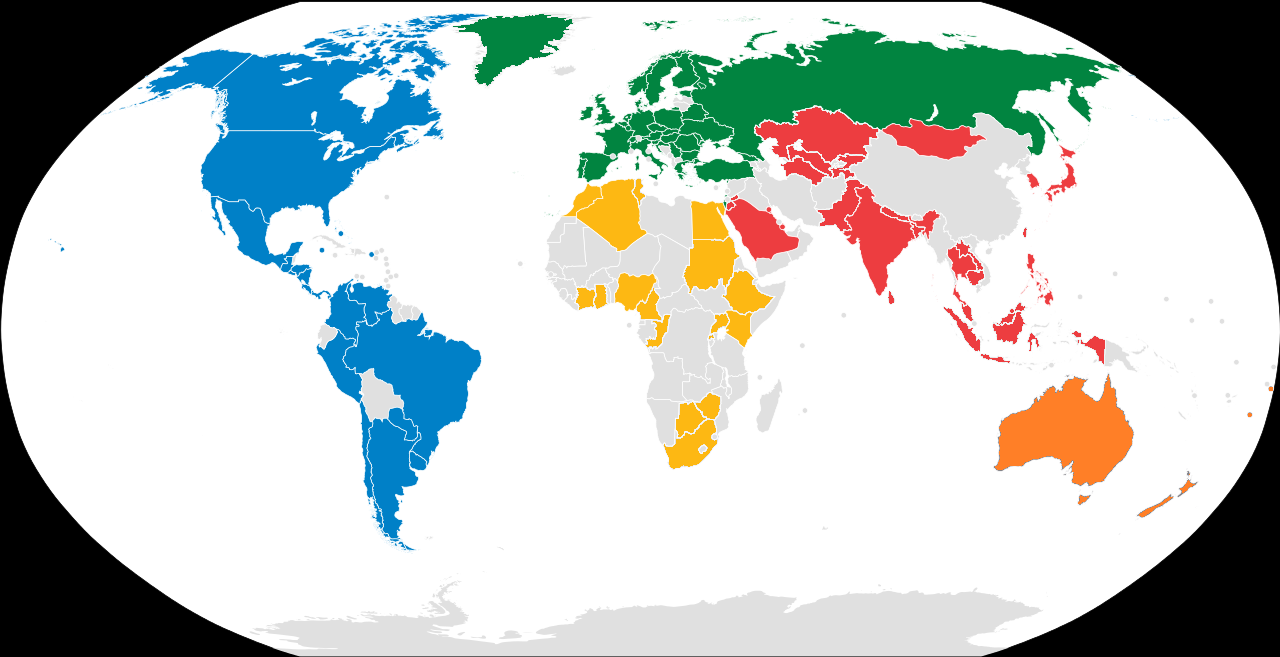
Países asociados a la IFAF.

La Federación Internacional de Fútbol Americano (en inglés, International Federation of American Football; IFAF) es el máximo ente rector del fútbol americano en todo el mundo. Fue fundado en 1998.
La IFAF organiza cada cuatro años la Copa Mundial de Fútbol Americano. Japón ha ganado las dos primeras copas organizadas en 1999 y 2003, mientras que Estados Unidos ha vencido en 2007, 2011 y 2015.

## Objetivos
- Ser parte de la comunidad internacional del deporte
- Ser admitidos en la Asociación General de Federaciones Deportivas
- Ser aceptados por el COI
- Participar en los Juegos Mundiales y en los Juegos Olímpicos

## Federaciones regionales
- IFAF África
- IFAF Américas
- IFAF Asia
- IFAF Europa
- IFAF Oceanía